# هوارد روبرتس
هوارد روبرتس (بالإنجليزية: Howard Roberts)‏ هو معلم موسيقى وعازف قيثارة أمريكي، ولد في 2 أكتوبر 1929 في فينيكس في الولايات المتحدة، وتوفي في 28 يونيو 1992 في سياتل في الولايات المتحدة.

## وصلات خارجية
- هوارد روبرتس على موقع ميوزك برينز (الإنجليزية)
- هوارد روبرتس على موقع أول ميوزيك (الإنجليزية)
- هوارد روبرتس على موقع ديسكوغز (الإنجليزية)